# Rhacoma ilicifolia
Rhacoma ilicifolia là một loài thực vật có hoa trong họ Dây gối. Loài này được (Poir.) Trel. miêu tả khoa học đầu tiên năm 1897.